# Янашак, Стив
Стивен (Стив) Джеймс Янашак (англ. Steven James Janaszak, родился 7 января 1957 в Сент-Поле) — американский хоккеист, вратарь, чемпион зимних Олимпийских игр 1980 года. Выступал в НХЛ за «Миннесота Норт Старз» и «Колорадо Рокиз», но провёл всего три игры за обе эти команды в НХЛ. Провёл 20 матчей за сборную США.

## Биография
Учился в школе Хилл-Мюррэй, был вратарём школьной команды «Хилл-Мюррэй Пайонирс». Выпускник университета Миннесоты, вратарь клуба «Миннесота Голден Гоферз». В 1979 году победил в студенческом чемпионате NCAA по хоккею с шайбой и был признан MVP чемпионата. В 1980 году в составе сборной США завоевал золото Олимпийских игр в Лейк-Плэсиде, хотя единственный в команде не провёл ни одного матча на турнире (в воротах стоял Джим Крейг).
После Олимпиады как свободный агент подписал контракт с клубом «Миннесота Норт Старз» и провёл одну игру против «Баффало Сейбрз» (2:2) в регулярном чемпионате НХЛ. Он проиграл конкуренцию Дону Бопре и Жилю Мелошу. Сыграв следующий сезон в нескольких клубах малых лиг, Янашак в 1982 году вернулся в НХЛ как игрок «Колорадо Рокиз», 18 сентября того же года был обменян в «Калгари Флэймз». В 1982 году со сборной США выступал на чемпионате мира по хоккею с шайбой, будучи резервным вратарём при Гленне Реше. По окончании сезона 1982/1983 завершил игровую карьеру. В настоящее время работает в финансовой сфере.

## В массовой культуре
- В 1981 году был снят документальный фильм «Чудо на льду»: в архивном монтаже показан и Янашак.
- В 2004 году роль Стива Янашака в фильме «Чудо» производства Disney сыграл Сэм Скорына.

## Личные награды
| Премия                            | Год  | Примечания                                      |
| --------------------------------- | ---- | ----------------------------------------------- |
| Член символической сборной NCAA   | 1979 | В том числе и как олимпийский чемпион 1980 года |
| Приз Кена Маккензи                | 1981 | Разделил с Майком Лабьянкой                     |
| Член Зала славы школы Хилл-Мюррэй | 2019 |                                                 |